# Piéride de l'æthionème
Pieris ergane
Espèce
La Piéride de l'æthionème (Pieris ergane) est une espèce d'insectes lépidoptères (papillons) de la famille des Pieridae, de la sous-famille des Pierinae et du genre Pieris.
Ce papillon appartient à la liste rouge des insectes de France métropolitaine (1994).

## Noms vernaculaires
La Piéride de l'æthionème se nomme Mountain Small White en anglais, Blanca escasa en espagnol et Wedewitje en néerlandais.

## Description

### Papillon
L'imago de la Piéride de l'æthionème est un papillon blanc à revers jaune ocré clair.
Le revers de l'aile postérieure jaune dispose d'écailles sombres équitablement disséminées.
La longueur de l'aile antérieure de la Piéride de l'æthionème varie de 19 à 24 mm. Le papillon a une coloration en grande partie blanchâtre. Le dessus de l'aile antérieure a une tache grise en forme de quadrilatère sur l'apex. Le dessous de l'aile antérieure est dénué de marque ou de point noir. Quelques écailles sombres sont disséminées sur le dessous des ailes postérieures des spécimens de la première génération de l'année.

### Chenille et chrysalide
Ses œufs sont pondus isolément.  La chenille est verte avec des points noirs entourés de jaune sur les flancs.

## Biologie

### Période de vol et hivernation
La Piéride de l'æthionème connaît deux générations sur l'année dans les Alpes (trois générations dans les Pyrénées). Le papillon est présent d'avril à août. L'espèce hiverne à l'état de chrysalide.

### Plantes hôtes
Les plantes hôtes sont des Brassicacées. Les chenilles sont présentes d'avril à septembre sur une Brassicacée dénommée Æthionème des rochers (Aethionema saxatile).

## Écologie et distribution
La Piéride de l'æthionème est présente en Europe du sud et à l'ouest de l'Asie en colonies isolées. En France, on la trouve dans les Hautes-Alpes, la Drôme, l'Isère, les Pyrénées-Orientales et l'Aude. En Europe, le papillon est également présent dans la partie orientale de l'Espagne, en Italie, dans les Balkans et en Bulgarie. En Asie, il est présent de la Turquie jusqu'au nord de l'Iran,,.

### Biotope
Le papillon est inféodé aux escarpements rocheux herbus, aux pentes caillouteuses chaudes entre 1 000 et 2 200 mètres d'altitude.

## Systématique
Pieris  ergane  a été nommé par Carl Geyer en 1828.
Synonyme : Artogeia ergane Geyer, 1828

### Sous-espèces
- Pieris  ergane detersa Verity, 1911, dans les montagnes d'Arménie et le Caucase
- Pieris  ergane elbursina Bytinski-Salz, 1937[6]

## Protection
La Piéride de l'æthionème appartient à la liste rouge des insectes de France métropolitaine (1994). Il figure à l'article 3 de l'arrêté du 23 avril 2007 fixant les listes des insectes protégés sur l'ensemble du territoire et les modalités de leur protection.